# Jasminanthes saxatilis
Jasminanthes saxatilis là một loài thực vật có hoa trong họ La bố ma. Loài này được (Tsiang & P.T. Li) W.D. Stevens & P.T. Li mô tả khoa học đầu tiên năm 1995.